# Nargess
 (juillet 2016).
Si vous disposez d'ouvrages ou d'articles de référence ou si vous connaissez des sites web de qualité traitant du thème abordé ici, merci de compléter l'article en donnant les références utiles à sa vérifiabilité et en les liant à la section « Notes et références ».
Nargess (persan : نرگس), est le titre d’une populaire série télévisée iranienne. Au départ, la série, un drame familial, devait  être diffusée en 90 épisodes  sur les chaînes de télévision de la République islamique d’Iran avec une longue lignée d’histoire, mais plus tard la série finira à l’épisode 69. Malgré ça, elle  a été encore, dans son genre, la plus longue série  jamais diffusée à la télévision iranienne. 

## Commentaire
Poupak Goldareh, qui a interprété le personnage de Nargess, a perdu la vie dans un accident d’auto lors du tournage de l’épisode 37 de la série. Après cet accident, Setareh Eskandari l’a remplacée. L’actrice Nasrin (la Sœur de Nargess) a refusé de jouer pendant quelques jours car elle ne se sentait pas à jouer avec une autre actrice à part Poupak.  
Le point  culminant de Nargess est la performance de Hasan Pourshirazi dans le rôle de M. Shoukat, un riche vendeur des vêtements dans le bazar de Téhéran.

## Scandale
Des mois après la diffusion du dernier épisode de la série, Zar Amir Ebrahimi, un des personnages principaux de cette série très populaire est devenue le sujet d'un scandale national lors de sa sortie sur l’Internet, montrant l’actrice dans une situation compremettante  selon l’éthique de la société iranienne. Après l’incident, elle déménage à Dubai (E.A.U.) et ensuite en Europe.